# Letteratura normanna
Robert Wace (Jersey, 1115-1170) è considerato il fondatore della letteratura normanna insulare e nello stesso secolo operarono anche Béroul e Tommaso d'Inghilterra (Tumas de Britanie), che scrissero versioni  in normanno della leggenda di Tristano e Isotta, e la poetessa Maria di Francia. Vi furono numerosi autori di cronache, trovatori e poeti tra i quali Robert Biket tra il XII e il XIII secolo, autore del Lai du Cor, opera parodisca con riferimento al ciclo arturiano.  Roberto Grossatesta (1175 circa - 1253, scienziato, statista e teologo, vescovo di Lincoln, fu autore in gioventù del Chasteua d'amour, un poema allegorico sulla creazione del mondo e sulla redenzione cristiana.
Nel XIV secolo John Gower (1330 circa - 1408), amico di Geoffrey Chaucer fu autore di un poema in lingua anglo-normanna (Mirour de l'Omme), di uno in latino e di uno in inglese.
Tra il XVI e il XVII secolo si ebbe letteratura satirica o polemica pubblicata a Rouen nella parlata "purina" (purin), il dialetto normanno popolare della città. David Ferrand (1590 circa - 1660) pubblicò la Muse normande, raccolta di scritti nella parlata del Pays de Caux. Nel 1773 fu pubblicato a Rouen Le coup d'œil purin. Pierre Genty (1770-1821 scrisse nella parlata locale della regione storica del Perche.
Nel XIX secolo si ebbe uno sviluppo della letteratura regionale e un risvegliarsi di interesse per le parlate locali. Autori insulari furono Georges Métivier di Guernesey (1790-1881) e Robert Pipon Marett, di Jersey (1820-1884).
Victor Hugo, durante il suo esilio a Jersey e Guernesey si interessò della parlata dei pescatori locali ed entrò in contatto con gli autori normanni delle isole. In una lettera del 1864 indirizzata all'autore di Jersey Jean Sullivan (1813-1899) scrisse che la parlata di Jersey era una "preziosa lingua locale". Scrisse inoltre nel suo Archipel de la Manche: "Quanto alla parlata locale (patois), è una vera lingua, per nulla disprezzabile. Questa parlata è un idioma completo, molto ricco e caratteristico". Nei suoi incontri con gli abitanti delle isole, apprese il termine pieuvre (per poulpe, "polipo") e lo utilizzò nel suo romanzo Les Travailleurs de la mer, introducendo questo regionalismo nella lingua francese.
Anche il romanziere Jules Amédée Barbey d'Aurevilly (1808-1889) introdusse nelle sue opere, in particolare quelle ambientate nel Cotentin, parole normanne ascoltate nelle campagne, e Guy de Maupassant (1850-1893) nei suoi romanzi e novelle ambientati nel Pays de Caux, faceva esprimere i personaggi locali nella loro parlata.
A cavallo tra il XIX e il XX secolo si diffuse particolarmente l'interesse per il folklore locale e Alfred Rossel (1841-1926) fu autore di canzoni ancora trasmesse, tra cui Sus la mé, che divenne una sorta di inno del Cotentin.